# The Golden Doll
A Boneca Dourada (Inglês: The Golden Doll), é um filme chinês de suspense, dirigido por Zhang Jiangnan. Foi lançado na China pela Xinyue Pictures em 5 de agosto de 2016.

## Elenco
- Han Xue[2]
- Sattawat Sethakorn[2]
- Wu Yixuan[2]
- Zhu Shengyi[2]

## Orçamento
O filme teve um total de três milhões de dólar na China